# Ladislav Řoutil
Ladislav Řoutil (* 1981) je český stavební inženýr a vysokoškolský učitel, od roku 2025 děkan Dopravní fakulty Jana Pernera Univerzity Pardubice (DFJP UPCE). 

## Životopis
Narodil se v roce 1981. V roce 2004 absolvoval studium oboru stavební inženýrství - pozemní stavby. V roce 2005 začal pracovat jako technik pro výzkum a vývoj na Fakultě stavební VUT, v roce 2007 se zároveň stal asistentem na Ústavu stavební mechaniky na Fakultě stavební. V letech 2011 až 2013 zároveň působil jako stavební technik v soukromé společnosti. V roce 2012 absolvoval doktorské studium oboru konstrukce a dopravní stavby na VUT v Brně, načež téhož roku začal působit jako odborný asistent na Katedře dopravního stavitelství Dopravní fakulty Jana Pernera Univerzity Pardubice. V letech 2013 až 2015 ještě působil jako postdoktorand odborného týmu na VUT než přešel na Univerzitu Pardubice.
V roce 2018 se stal proděkanem DFJP UPCE pro vědecko-výzkumnou činnost. V roce 2020 se habilitoval v oboru dopravní prostředky a infrastruktura na UPCE. V letech 2022 až 2024 působil jako člen univerzitní Rady pro komercionalizaci. V lednu 2025 se stal děkanem DFJP UPCE, když ve funkci vystřídal Libora Švadlenku.
Během své kariéry se stal členem několika vědeckých rad. V roce 2018 začal působit ve vědecké radě DFJP UPCE, v roce 2022 ve vědecké radě UPCE  a v roce 2024 se stal členem vědecké rady Fakulty stavební VŠB-TUO. V roce 2007 absolvoval čtvrtletní stáž v Helsinkách, v roce 2014 pak ve Vídni.